# Gerin (Krater)

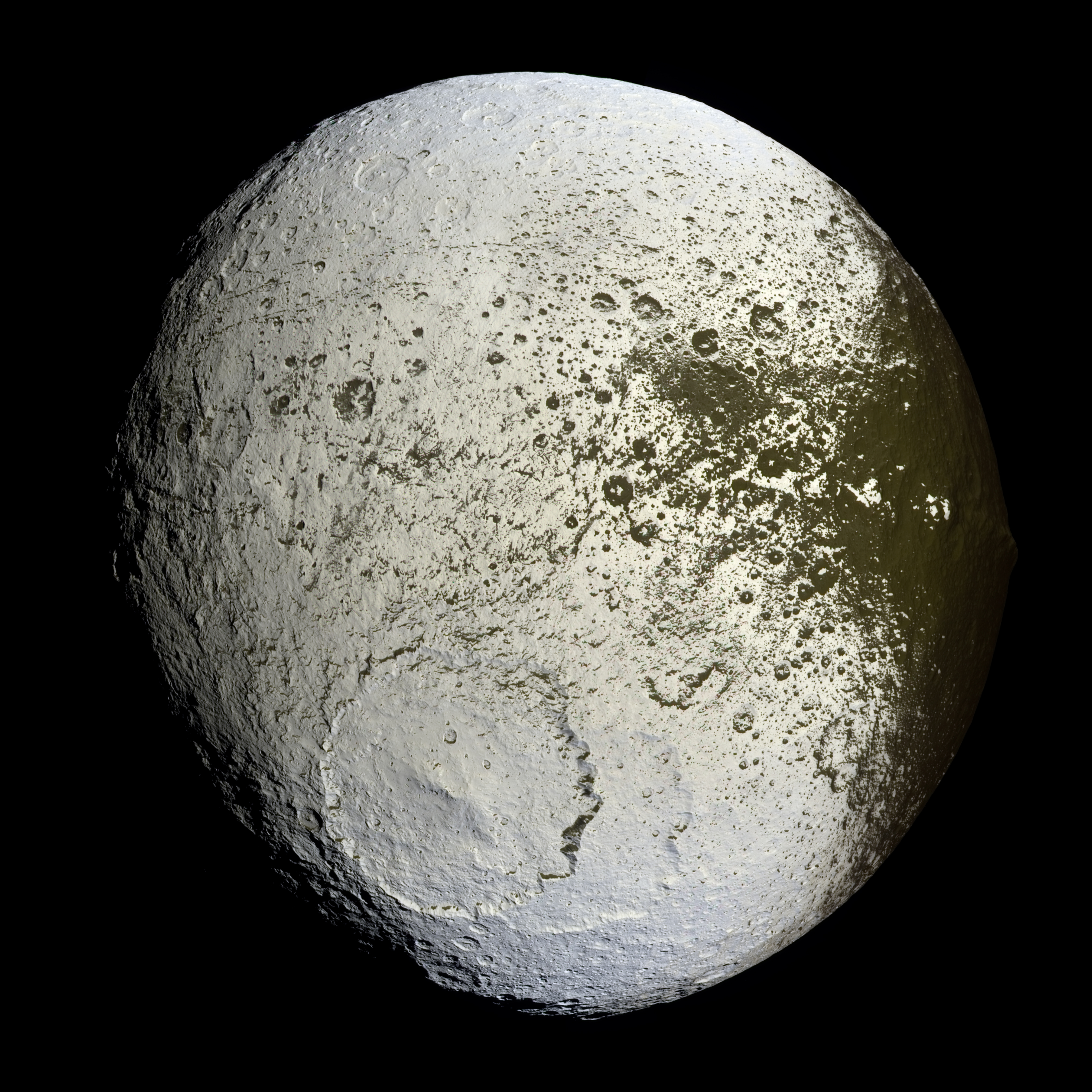
Der Saturn-Mond Iapetus, aufgenommen von Cassini am 8. September 2007 aus 75.000 km Entfernung. Der Krater Gerin befindet sich südwestlich des Kraters Engelier (unten links)

Gerin ist ein 445 km (313 Meilen) breiter Einschlagskrater, der sich auf Saragossa Terra, dem südlichen Teil der stark reflektierenden Hälfte des Saturnmonds Iapetus befindet. Er wird teilweise von dem größeren Krater Engelier verdeckt, dessen Entstehung etwa die Hälfte von Gerin zerstört hat. Gerin befindet sich auf
45° 36′ N, 127° 0′ W.

## Nomenklatur
Der Krater Gerin ist nach einem der Zwölf Paladine aus dem französischen Epos Rolandslied benannt; Dieser Name wurde 2008 von der Internationalen Astronomischen Literatur angenommen.